# Efim L'vovič Dzigan
Efim L'vovič Dzigan (Mosca, 14 dicembre 1898 – Mosca, 31 dicembre 1981) è stato un regista cinematografico russo.

## Filmografia parziale

### Regista
- Bog vojny (1929)
- My iz Kronštadta (1936)[1][2]
- Sud dolžen prodolžat'sja (1931)
- Ženščina (1932)
- Esli zavtra vojna... (1938)[3]
- Pervaja konnaja (1941)
- Železnyj potok (1967)